# Damanganga
El Damanganga (gujarati: દમણગંગા Damaṇgaṅgā [], también: Daman Ganga) es un río costero de aproximadamente 131 km de largo en el oeste de la India.

## Historia
El Damanganga nace en las montañas poco pobladas de los Ghats occidentales, en el distrito de Nashik, en el estado de Maharashtra, a una altitud que depende en gran medida de las respectivas precipitaciones. Desde allí, fluye primero en dirección oeste y después en dirección noroeste, atravesando el antiguo distrito de Dadra y Nagar Haveli, que estuvo controlado por Portugal. Tras adentrarse en el territorio de Gujarat durante un breve tramo y fluir hacia el suroeste pasando por la ciudad de Vapi, desemboca en el mar Arábigo en la ciudad de Daman, capital del territorio de la Unión de Dadra y Nagar Haveli y Daman y Diu.

## Los embalses
En su curso medio, el Damanganga es represado formando el embalse de Madhuban.

## Contaminación
Al noroeste de las ciudades industriales de Silvassa y Vapi, el río está muy contaminado con todo tipo de aguas residuales.